# Thomas George Lyon-Bowes, Lord Glamis
Thomas George Lyon-Bowes, Lord Glamis (Hitchin, 6 febbraio 1801 – Honfleur, 27 gennaio 1834), è stato un nobile britannico.

## Biografia
Era l'unico figlio maschio di Thomas Bowes-Lyon, XI conte di Strathmore e Kinghorne, e della sua prima moglie, Mary Carpenter.

## Matrimonio
Sposò, il 21 dicembre 1820, Charlotte Grimstead (22 gennaio 1797-19 gennaio 1881), figlia di Joseph Valentine Grimstead e Charlotte Walsh. Ebbero cinque figli:
- Thomas Lyon-Bowes (nato e morto 18 ottobre 1821);
- Thomas Lyon-Bowes, XII conte di Strathmore e Kinghorne (28 settembre 1822-13 settembre 1865);
- Claude Bowes-Lyon, XIII conte di Strathmore e Kinghorne (21 luglio 1824-16 febbraio 1904);
- Lady Charlotte Lyon-Bowes (1826-22 ottobre 1844);
- Lady Frances Lyon-Bowes (8 febbraio 1832-27 gennaio 1903), sposò Hugh Charles Bettesworth Trevanion, non ebbero figli.

## Ascendenza
|                                                       |                     |                    | Genitori            |  |  | Nonni |  |  | Bisnonni                                          |  |  | Trisnonni                                     |  |
|                                                       |                     |                    |                     |  |  |       |  |  | Thomas Lyon, VIII conte di Strathmore e Kinghorne |  |  | John Lyon, IV conte di Strathmore e Kinghorne |  |
|                                                       |                     |                    |                     |  |  |       |  |  | Thomas Lyon, VIII conte di Strathmore e Kinghorne |  |  | John Lyon, IV conte di Strathmore e Kinghorne |  |
|                                                       |                     | Elizabeth Stanhope |                     |  |  |       |  |  | Thomas Lyon, VIII conte di Strathmore e Kinghorne |  |  |                                               |  |
| John Lyon-Bowes, IX conte di Strathmore e Kinghorne   |                     |                    |                     |  |  |       |  |  | Thomas Lyon, VIII conte di Strathmore e Kinghorne |  |  |                                               |  |
|                                                       |                     | Jean Nicholsen     | James Nicholson     |  |  |       |  |  |                                                   |  |  |                                               |  |
|                                                       |                     | Jean Nicholsen     | James Nicholson     |  |  |       |  |  |                                                   |  |  |                                               |  |
|                                                       |                     | Jean Nicholsen     | Ann Allan           |  |  |       |  |  |                                                   |  |  |                                               |  |
| Thomas Lyon-Bowes, XI conte di Strathmore e Kinghorne |                     | Jean Nicholsen     |                     |  |  |       |  |  |                                                   |  |  |                                               |  |
|                                                       |                     | George Bowes       | William Bowes       |  |  |       |  |  |                                                   |  |  |                                               |  |
|                                                       |                     | George Bowes       | William Bowes       |  |  |       |  |  |                                                   |  |  |                                               |  |
|                                                       |                     | George Bowes       | Elizabeth Blakiston |  |  |       |  |  |                                                   |  |  |                                               |  |
| Mary Eleanor Bowes                                    |                     | George Bowes       |                     |  |  |       |  |  |                                                   |  |  |                                               |  |
|                                                       |                     | Mary Gilbert       | Edward Gilbert      |  |  |       |  |  |                                                   |  |  |                                               |  |
|                                                       |                     | Mary Gilbert       | Edward Gilbert      |  |  |       |  |  |                                                   |  |  |                                               |  |
|                                                       |                     | Mary Gilbert       | Mary                |  |  |       |  |  |                                                   |  |  |                                               |  |
| Thomas George Lyon-Bowes, Lord Glamis                 |                     | Mary Gilbert       |                     |  |  |       |  |  |                                                   |  |  |                                               |  |
|                                                       | George II Carpenter | George I Carpenter |                     |  |  |       |  |  |                                                   |  |  |                                               |  |
|                                                       | George II Carpenter | George I Carpenter |                     |  |  |       |  |  |                                                   |  |  |                                               |  |
|                                                       | George II Carpenter | Catherine          |                     |  |  |       |  |  |                                                   |  |  |                                               |  |
| George III Carpenter                                  | George II Carpenter |                    |                     |  |  |       |  |  |                                                   |  |  |                                               |  |
|                                                       |                     | Martha Cox         | …                   |  |  |       |  |  |                                                   |  |  |                                               |  |
|                                                       |                     | Martha Cox         | …                   |  |  |       |  |  |                                                   |  |  |                                               |  |
|                                                       |                     | Martha Cox         | …                   |  |  |       |  |  |                                                   |  |  |                                               |  |
| Mary Elizabeth Louisa Rodney Carpenter                |                     | Martha Cox         |                     |  |  |       |  |  |                                                   |  |  |                                               |  |
|                                                       |                     | John Walsh         | …                   |  |  |       |  |  |                                                   |  |  |                                               |  |
|                                                       |                     | John Walsh         | …                   |  |  |       |  |  |                                                   |  |  |                                               |  |
|                                                       |                     | John Walsh         | …                   |  |  |       |  |  |                                                   |  |  |                                               |  |
| Mary Elizabeth Walsh                                  |                     | John Walsh         |                     |  |  |       |  |  |                                                   |  |  |                                               |  |
|                                                       |                     | Elizabeh           | …                   |  |  |       |  |  |                                                   |  |  |                                               |  |
|                                                       |                     | Elizabeh           | …                   |  |  |       |  |  |                                                   |  |  |                                               |  |
|                                                       |                     | Elizabeh           | …                   |  |  |       |  |  |                                                   |  |  |                                               |  |
|                                                       |                     | Elizabeh           |                     |  |  |       |  |  |                                                   |  |  |                                               |  |